# La rosa e la torre
La rosa e la torre (erroneamente talvolta chiamato La rosa e il corvo) è un film muto del 1913 diretto da J. Farrell MacDonald. Fu distribuito in Italia negli anni Venti e, vista la scarsa durata della pellicola (meno di 50 minuti), veniva solitamente proiettata in coppia con altri film. Il titolo fu modificato per facilitarne la distribuzione. C'è un cameo del grande regista William Worthington e del famoso attore di Broadway George Periolat.

## Trama
Un giovane ragazzo, il cui nome non viene mai disvelato, subisce la pressione dai genitori affinché contragga matrimonio: essi hanno infatti individuato in Annabella, la figlia del medico del paese, la compagna ideale per il figlio, e organizzano coi genitori di lei una cena informale in modo da farli conoscere. Tuttavia, mentre si sta recando alla casa del medico, il giovane studente s'imbatte in Maria, una giovane raminga, che vive d'espedienti e si accompagna ad un corvo domestico. Tra i due scatta subito l'amore, simbolizzato da una rosa selvatica che il giovane regala in pegno a Maria, tanto che decidono di fuggire assieme nella mattinata seguente. 
Costretto comunque a presenziare alla cena organizzata dai genitori, il giovane passa una serata piacevole con Annabella, la figlia del dottore: benché non sia rimasto particolarmente colpito o affascinato dalla giovane, egli viene circuito dalle pressioni genitoriali, e dalla prospettiva d'una vita all'insegna degli agi derivanti dall'avanzamento sociale, e decide di maritarsi.
Il giovane si pente della propria scelta una settimana dopo il matrimonio, decidendo di partire alla ricerca di Maria: si smarrisce presto nel bosco che era stato teatro del suo incontro con Maria, dove incontra infine il corvo, che lo conduce alla tomba di Maria: la ragazza è infatti morta di crepacuore, a causa del dolore per la mancata fuga col ragazzo, e ora riposa per l'eternità sotto una grande torre.

## Analisi
Il film è di fatto una tragedia "rosa", come andava di moda al tempo (nello stesso anno in Italia infatti uscì Ma l'amor mio non muore di Mario Caserini). I ritmi lenti e compassati, tuttavia, smorzano la tensione emotiva e il clima generale ovattato fa sì che si ben presenti come una commedia sentimentale. È in generale una profonda riflessione sui rapporti amorosi. Su come questi dipendano dalle pressioni esterne, ma anche dal coraggio e dalla maturità dei diretti interessati. Il giovane è puro e animato da buone intenzioni, ma debole di carattere o quantomeno non pronto al vero Sentimento. Vice-versa la giovane è sprovveduta e nullatenente, ma matura. Idealista ma coraggiosa in stile "hemingweiano". Quindi, l'amore di per sé non basta, anche se sotto la giusta guida (rappresentata dal corvo) può realizzarsi. Ebbe una buona critica e fu generalmente ben accolto anche in Italia, anche se distribuito dopo diverso tempo.